# 吴炳良
吴炳良（1869年—1928年），印度尼西亚侨生马来由文学家。

## 生平
1869年出生在雅加达的一个富有土生华人家庭。曾担任报社记者、编辑等职位。其政治立场较为保守，因此起初强烈批评由孙中山领导的革命运动。1928年逝世于故乡。